# Mieczysław Niedziałkowski

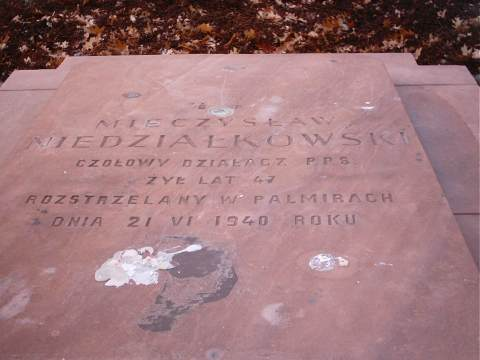
Lápide de Niedziałkowski

Mieczysław Niedziałkowski (Vilnius, 19 de setembro de 1893 — Palmiry, 21 de junho de 1940) foi um político e escritor polonês. Ele foi um ativista do Partido Socialista Polonês, editor-chefe do Robotnik, e um dos primeiros ativistas e cofundadores da aliança Centrolew. Ele publicou várias obras sobre o socialismo e a política polonesa. Ele participou da Batalha de Varsóvia de 1939, organizando as milícias voluntárias. Ele foi posteriormente preso e interrogado pela Gestapo, e acabou sendo executado em 21 de junho de 1940 em Palmiry durante a AB-Aktion alemã.
Depois de ser preso pela Gestapo, Niedziałkowsk foi pessoalmente interrogado por Heinrich Himmler.